# Colodes
Colodes là một chi bướm đêm thuộc họ Noctuidae.